# Paullinia tenera
Paullinia tenera là một loài thực vật có hoa trong họ Bồ hòn. Loài này được Poepp. mô tả khoa học đầu tiên năm 1844.